# لايلي رووي
لايلي رووي (بالإنجليزية: Lyle Rowe)‏ هو لاعب غولف جنوب أفريقي، ولد في 13 يونيو 1987.

## وصلات خارجية
- لايلي رووي على موقع التصنيف العالمي الرسمي للغولف (الإنجليزية)